# 1964 год в изобразительном искусстве СССР
1964 год был отмечен рядом событий, оставивших заметный след в истории советского изобразительного искусства.

## События
- В Москве прошёл II всесоюзный съезд художников СССР.

- 4 ноября — в Москве у ВДНХ СССР был открыт монумент «Покорителям космоса» (скульптор Андрей Файдыш-Крандиевский, архитекторы Михаил Барщ и Александр Колчин)[1].

### Выставки
- Выставки произведений советского изобразительного искусства открылись в Праге (Чехословакия) и Генуе (Италия).

- В Италии в рамках XXXI Венецианской биеннале в «Русском павильоне» прошла групповая выставка 42 советских художников, среди которых были: Павел Корин, Александр Дейнека, Евгений Вучетич, Евсей Моисеенко, Иззат Клычев, Владимир Стожаров.

- В канун 47-й годовщины Октябрьской революции открылись зональные художественные выставки в Москве, Ленинграде, Воронеже, Свердловске, Ростове-на-Дону («Советский Юг»), Новосибирске («Сибирь социалистическая»). На выставке в Новосибирске, открывшейся 1 ноября, было представлено свыше 300 сибирских мастеров изобразительного искусства[2][3][4][5].

#### Москва
- Летом на ВДНХ СССР открылась тематическая художественная выставка «Расцветай, земля колхозная!». Позднее она была показана в Целинограде[6].
- 2 ноября — в павильоне тематических выставок ВДНХ СССР открылась выставка художников центральных областей России «В едином строю». Экспонировались произведения авторов из Владимирской, Ивановской, Калининской, Московской, Пензенской, Рязанской, Смоленской, Тамбовской областей, а также Мордовской АССР[7].
- 5 ноября — в «Манеже» открылась зональная выставка произведений московских художников «Москва — столица нашей Родины». Экспонировалось 2500 произведений живописи, скульптуры, графики, декоративно-прикладного и театрально-декорационного искусства 1136 авторов[8][9].
- 18 ноября — в залах ГМИИ имени А. С. Пушкина открылась выставка произведений Владимира Фаворского[1].

#### Ленинград
- В залах Русского музея открылась выставка «Героическая оборона Ленинграда в годы Великой Отечественной войны в произведениях художников», приуроченная к 20-й годовщине освобождения Ленинграда от блокады. Кроме живописи, скульптуры и графики были представлены плакаты и карикатуры, «Окна ТАСС», листки «Боевого карандаша»[10].

- 3 ноября — в залах Русского музея открылась зональная художественная выставка «Ленинград»[11][12][13][14][15][16][17][18].

- В залах Ленинградской организации Союза художников РСФСР открылась выставка произведений ленинградских художников Самуила Невельштейна и Николая Тимкова[19]. Затем выставка была показана в Москве[20], Ярославле, Ростове-на-Дону, Кисловодске, Орджоникидзе и Нальчике[21]. Также в ЛОСХ прошла ретроспективная выставка произведений Михаила Бобышова, на которой было представлено около 500 произведений живописи, графики и театрально-декорационного искусства художника[22][23].

## Деятели искусства

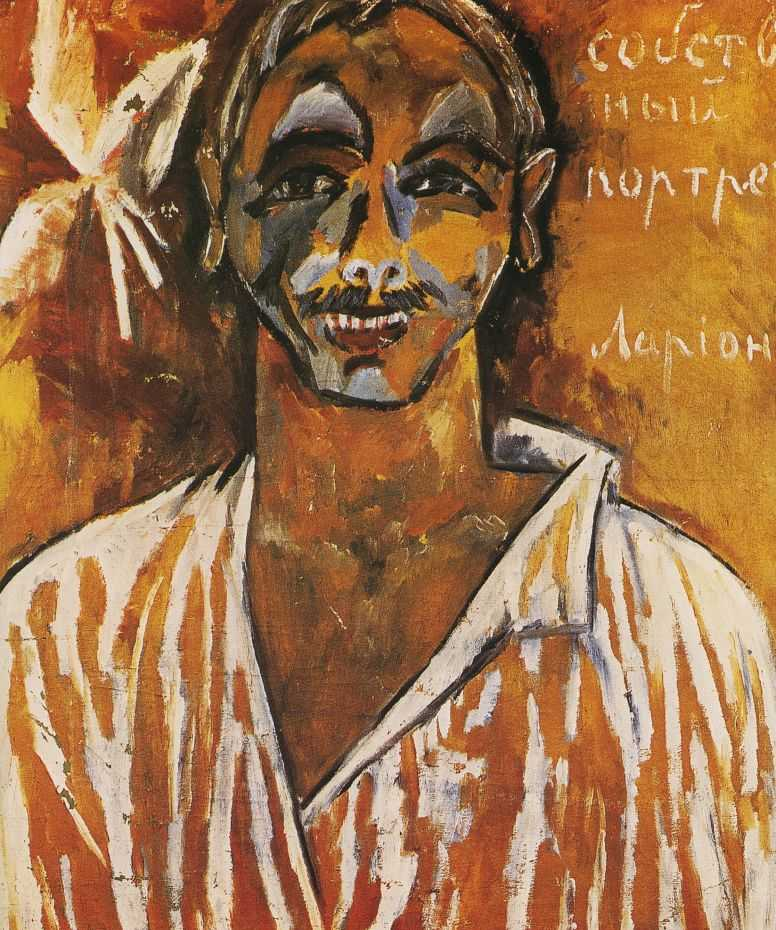
Автопортрет Михаила Ларионова, 1910

### Родились
- 27 апреля — Виктор Шилов, живописец, Народный художник России, член-корреспондент Российской академии художеств.
- 5 июня — Евгений Богатов, московский художник и искусствовед.

### Скончались
- 20 апреля — Сергей Герасимов, живописец и педагог, народный художник СССР, лауреат Ленинской премии.
- 10 мая — Михаил Ларионов, художник и сценограф, один из основоположников русского авангарда, супруг Натальи Гончаровой; с 1919 года жил во Франции (род. в 1881).
- 7 июля — Михаил Бобышов, художник и педагог, народный художник Российской Федерации (род. в 1885).
- 30 июля — Александр Бубнов, живописец, заслуженный деятель искусств Российской Федерации, член-корреспондент Академии художеств СССР (род. в 1908).
- 3 декабря — Александр Ефимов, живописец (род. в 1905)
- 29 декабря — Владимир Фаворский, художник, график, искусствовед, народный художник СССР, действительный член Академии художеств СССР (род. в 1886).